# 感謝您為國效力 (電影)
是一部2017年美國傳記戰爭劇情片，由傑森·霍爾執導和編劇，這也是霍爾的導演處女作。電影改編自大衛·芬柯的2013年非虛構書籍《感謝您為國效力：那些傷兵、他們的家人，還有朋友》。劇情描述從伊拉克歸來後的美國士兵們試圖調整自己的身心，以適應平民生活。電影主演包括麥爾斯·泰勒、海莉·班奈特、比尤拉·寇爾、艾米·舒默、喬·柯爾和史考特·荷茲。
電影由夢工廠製作，環球影業負責發行，2017年10月27日在美國上映。影評人給予該片正面居多的評價，其中泰勒、班奈特和寇爾的表現獲得了讚賞；但相反地，預算2000萬美元的該片僅獲得了1000萬美元的票房。

## 劇情
故事敘述從伊拉克返回國家的三名美軍士兵亞當、索羅及麥柯，即使有人患有創傷後壓力症候群（PTSD），但他們仍努力地試圖重新融入家庭、適應平民生活，同時也在想忘記他們對戰爭和在戰場上的記憶。

## 演員
- 麥爾斯·泰勒飾演亞當·蘇曼（Adam Schumann）：因伊拉克戰爭而使身心破碎的士兵[5][6]。
- 海莉·班奈特飾演莎絲奇亞·蘇曼（Saskia Schumann）：亞當忠心的妻子[7][6]。
- 比尤拉·寇爾（英语：Beulah Koale）飾演索羅（Solo）：美國薩摩亞士兵，認為在軍中的生活更美好[6]。
- 艾米·舒默[3]飾演阿曼達·杜斯特（Amanda Doster）：莎絲奇亞的好友。
- 史考特·荷茲飾演麥柯·亞當·艾默瑞（Michael Adam Emory）：患有PTSD的士兵[8]。
- 喬·柯爾飾演比利·華勒（Billy Waller）：歸國士兵，試圖找到未婚妻及離開自己的女兒[9]。
- 姬莎·卡索-休斯飾演艾莉亞（Alea）[3]
- 布拉德·比耶爾飾演詹姆斯·杜斯特上士（Sergeant First Class James Doster）[3]：阿曼達的丈夫。
- 奧馬爾·多西（英语：Omar Dorsey）飾演但丁（Dante）[3]
- 傑森·華納·史密斯飾演退伍軍人事務辦公室的接待員[9]
- 凱蒂·林·夏爾（英语：Kate Lyn Sheil）飾演貝兒（Bell）[10]

## 製作
2013年3月12日，宣布夢工廠已獲得了大衛·芬柯的非小說類書籍《感謝您為國效力》的電影改編權，內容描述從伊拉克戰線歸來的美國士兵們因患有創傷後壓力症候群（PTSD），而使得他們必須努力地適應平民的生活。史蒂芬·史匹柏有望擔任本片的導演，後來因《美國狙擊手》而獲得奧斯卡獎提名的傑森·霍爾於2013年6月被聘來將書改寫成電影。原本被看上出演的丹尼爾·戴-路易斯則因史匹柏的退出也相繼離去。
2015年6月30日，《好萊塢報導》證實，編劇傑森·霍爾將根據自己寫的劇本執導電影。強·齊力克將在電影擔任監製，而環球影業負責發行。

### 選角
2015年8月19日，據報導，麥爾斯·泰勒正在會談加入飾演亞當·蘇曼，他是名因伊拉克戰爭而使自己的身心走向破碎的士兵。2015年10月20日，海莉·班奈特加入飾演蘇曼忠心的妻子。2015年12月2日，紐西蘭演員比尤拉·寇爾確認演出索羅一角，他是名認為在軍中的生活更美好的美國薩摩亞士兵。2016年1月7日，史考特·荷茲加入飾演一名患有PTSD士兵。2016年1月28日，喬·柯爾加入了本片的演出，飾演一名在危機中回家的士兵，並試圖找到他的未婚妻和離開他的女兒；而傑森·華納·史密斯則會飾演退伍軍人事務辦公室的接待員。2016年2月9日，艾米·舒默與其他三位演員姬莎·卡索-休斯、布拉德·比耶爾、奧馬爾·多西都已確認參演。後來透露，凱蒂·林·夏爾也加入了演出。

### 拍攝
主要攝影於2016年2月9日在喬治亞州的亞特蘭大開始進行。 2016年3月，劇組在杜魯斯的谷內廣場購物中心取景拍攝。

## 發行
發行商環球影業將電影定於2017年10月27日在美國上映。

## 外部連結
- 官方网站
- 互联网电影数据库（IMDb）上《Thank You for Your Service》的资料（英文）